# Solenopotes capillatus
Solenopotes capillatus (лат.) — вид вшей из семейства Linognathidae. Постоянные паразиты крупного рогатого скота. Евразия и Северная Америка.

## Распространение
Голарктический регион. Также зарегистрирован из интродуцированных хозяев в Австралии, Южной Африке, Вьетнаме и других регионах и странах.

## Описание
Длина самцов 1,2—1,4 мм, длина самок 1,4—1,6 мм. Глаза отсутствуют. Усики 5-члениковые. Отличаются брюшком без боковых пятен в верхней части, наличием одного ряда щетинок на тергитах брюшка, на каждом сегменте брюшка более 2 щетинок. Передняя пара ног меньше средней и задней пары. Паразит крупного рогатого скота (Bos taurus). Обычно на шее, голове, подгрудке, плечах, под хвостом.
Симптоматически эта вошь может вызывать раздражение, беспокойство и, возможно, снижение выработки молока. Известно, что вошь также вызывает облысение из-за царапин, что может привести к инфекции. Сильное заражение может вызвать анемию из-за потери крови
Жизненный цикл вши состоит из трёх возрастов, и для завершения цикла, от яйца до яйца, требуется от 27 до 29 дней. Взрослая вошь имеет короткую широкую голову, широкие сенсоры на 4 и 5 сегментах усиков. У неё шестиугольная стернальная пластинка на груди и заметные брюшные отростки.

## Таксономия
Вид был впервые описан в 1904 году шведским натуралистом Гюнтером Эндерляйном по типовым материалам из Германии.